# 笠本ユキ
笠本 ユキ（かさもと ゆき、2002年7月9日 - ）は、日本のモデル、女優。大阪府出身。ボックスコーポレーション所属。

## 来歴
2020年に女優を目指し上京。現在の事務所 (ボックスコーポレーション)に入所。2021年2月に週刊プレイボーイの水着グラビア記載で芸能界デビュー。

## 書籍

### 雑誌掲載
- 週刊プレイボーイ（2021年2月 - 集英社）

### デジタル写真集
- ゼロからの冒険 週プレ PHOTO BOOK（2021年02月15日、集英社、撮影：栗山秀作）[5]